# Springe (Morsbach)
Springe ist ein Ortsteil von Morsbach im Oberbergischen Kreis im südlichen Nordrhein-Westfalen innerhalb des Regierungsbezirks Köln.

## Lage und Beschreibung
In ländlicher, waldreicher Umgebung liegt Springe am südlichsten Zipfel des Oberbergischen Kreises. Die Städte Gummersbach (38 km), Siegen (35 km) sowie Köln (75 km) sind in der Nachbarschaft zu finden.
Benachbarte Ortsteile sind Erdingen im Norden, Wendershagen im Osten, Rom im Süden, und Oberasbach im Westen.

## Geschichte

### Erstnennung
1575 wurde der Ort das erste Mal urkundlich erwähnt, und zwar „Ort in der Karte von A. Mercator “ 
Die Schreibweise der Erstnennung war In der Sprengen.

## Freizeit

### Sport
- Ski-Gebiet Morsbach - Springe -

- Skipisten mit Schlepplift
- Langlaufloipen 